# Saint-Pierre-d’Autils
Saint-Pierre-d’Autils ist eine Ortschaft und eine Commune déléguée in der französischen Gemeinde La Chapelle-Longueville mit 945 Einwohnern (Stand: 1. Januar 2018) im Département Eure in der Region Normandie. Die Einwohner werden Pétrusiens genannt.
Mit Wirkung vom 1. Januar 2017 wurden die früheren Gemeinden Saint-Pierre-d’Autils, La Chapelle-Réanville und Saint-Just zu einer Commune nouvelle mit dem Namen La Chapelle-Longueville zusammengelegt. Die Gemeinde Saint-Pierre-d’Autils gehörte zum Arrondissement Évreux und zum Kanton Pacy-sur-Eure.

## Bevölkerungsentwicklung
| Jahr                       | 1962 | 1968 | 1975 | 1982 | 1990 | 1999  | 2006 | 2018 |
| Einwohner                  | 775  | 793  | 905  | 899  | 939  | 1.036 | 988  | 945  |
| Quellen: Cassini und INSEE |      |      |      |      |      |       |      |      |

## Sehenswürdigkeiten
- Kirche Saint-Pierre aus dem 12./13. Jahrhundert, spätere Umbauten

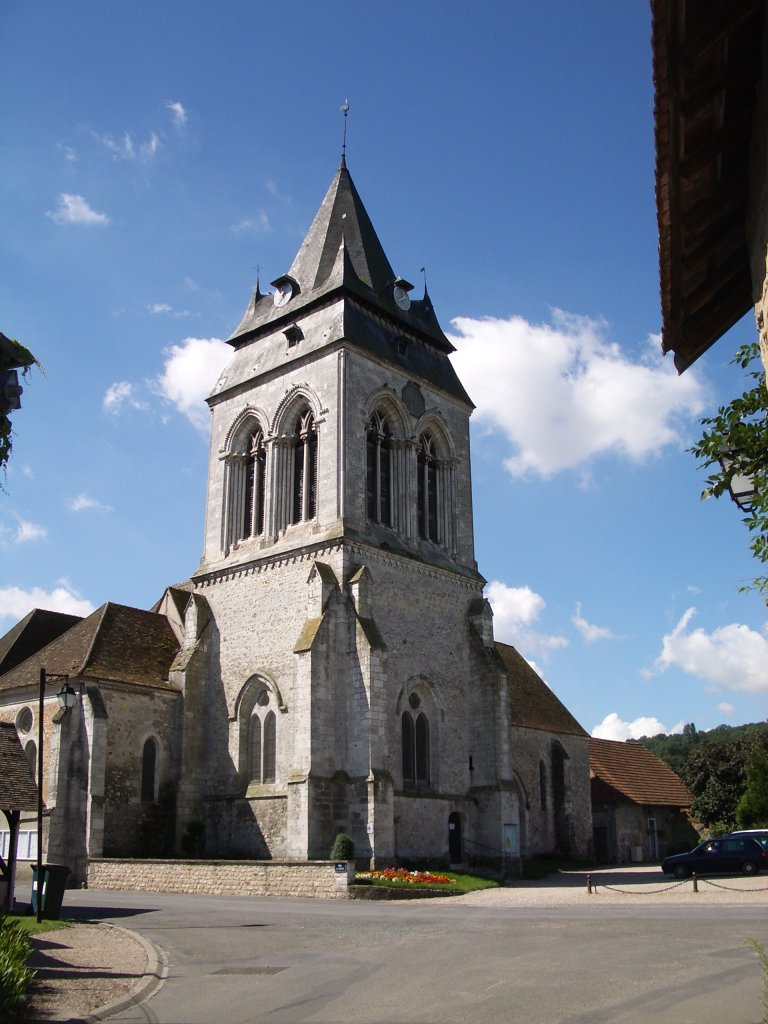
Kirche Saint-Pierre